# Julie Reisserová
Julie Reisserová, rozená Kühnelová (9. října 1888 Praha – 25. února 1938 Praha) byla česká hudební skladatelka, básnířka a kritička.

## Život
Narodila se v pražském Starém Městě, v měšťanské rodině oficiála zastavárny Adalberta Kühnela (1859—1905) a matky Marie, rozené Neanderové (1862—??), jako mladší ze dvou sourozenců. Širší rodině snad patřil dům U Mouřenína v Mostecké ulici 5/282[zdroj?] (dcera Julie se narodila na Starém Městě, v Konviktské ulici 14/296). Původně studovala hru na klavír u Adolfa Mikeše a operní zpěv (byla dramatický soprán) u Richarda Figara. Vinou přílišné námahy přišla o hlas a studium ukončila. Později složila státní zkoušky z angličtiny a francouzštiny a učila jazyky.
Byla členkou Hudebního klubu, ve kterém se od počátku roku 1911 pod vedením svého učitele Zdenka Nejedlého scházeli jeho žáci - příznivci díla Richarda Wagnera. . Mezi členy patřili například Vladimír Helfert, Otakar Zich, Ferdinand Peroutka, Emil Axman nebo Karel Boleslav Jirák. K dalším oblíbencům členů klubu patřil Gustav Mahler.

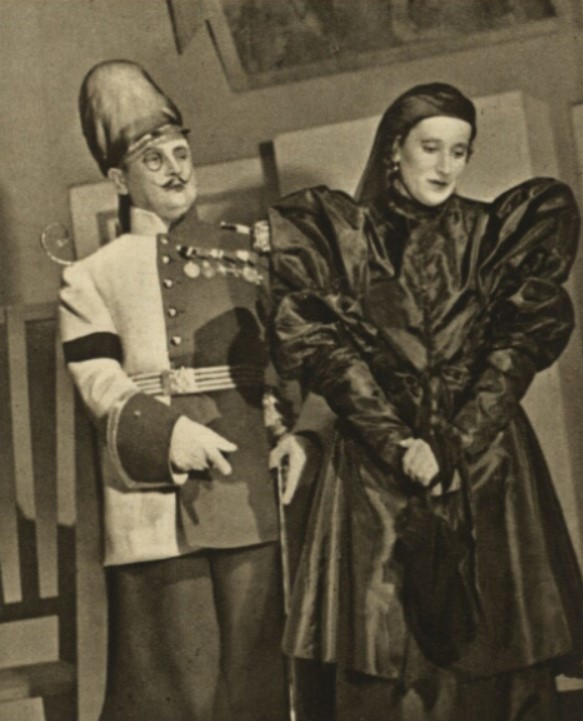
Fotografie ze světové premiéry opery Odkaz tety Karolíny v Olomouci v roce 1936

V letech 1919-1921 studovala skladbu v Praze u Josefa Bohuslava Foerstera. Ve studiích pokračovala v Bernu u Ernsta Hohlfelda, kde studovala i dirigování, a v Paříži u Alberta Roussela (1924-1929) a u Nadii Boulanger. Díky těmto kontaktům zajistila například světovou premiéru Rousselovy opery Odkaz tety Karolíny (Le Testament de la tante Caroline) v Olomouci dne 14. listopadu 1936 (18. dubna 1937 pak v Praze ) Pro tuto příležitost též přeložila libreto opery do češtiny.
V roce 1921 se provdala za českého diplomata JUDr. Jana Reissera (nar. 1891) a pobývala s ním ve Švýcarsku (Ženeva, Bern, 1921-1929), v Srbsku (Bělehrad, 1930-1933) a v Dánsku (Kodaň, 1933-1936). Do Lidových novin a Tempa psala referáty o kulturním a především hudebním dění v místech svého působení.

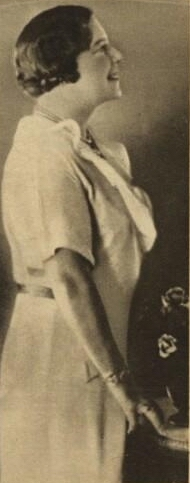
Julie Reisserová (Pestrý týden 1938)

Její díla byla uváděna ve dvacátých a třicátých letech v řadě evropských měst (Bern, Paříž, Ženeva, Kodaň) a ve Filadelfii, většinou spolu s díly dalších českých autorů v rámci koncertů české hudby.
Dne 23. dubna 1937 měla přednášku Žena - skladatelka ve vídeňském Der Bund österreichischer Frauenvereine (Rakouský ženský spolek).
Její manžel o ní napsal vzpomínky Léta s Julkou (nevydáno).

## Dílo

### Hudební dílo
orchestrální skladby
- Suita pro orchestr 1928-1931,
- Pastorale Maritimo pro orchestr 1933,
- Předjaří 1936,

klavírní skladby
- Esquisses : pro sólové piano, Kobenhavn : Skandinavisk og Borups Musikforlag, 1935,[8]
- Deux Allegros (rukopis)

vokální skladby
- Březen : cyklus písní s orchestrem, klavírní výtah Emil Hájek, Kobenhavn : Skandinavisk og Borups Musikforlag, 1934
- Pod sněhem (Sous la neige) 1936 - cyklus písní s klavírem na texty čínské poesie
- Slavnostní den : ženský sbor na vlastní text, 1936, věnováno Františce Plamínkové

### Básně
- In Margine Vitae - výběr básní psaných v češtině, němčině, francouzštině a angličtině, 1934

### Překlady
- Odkaz tety Karolíny - překlad libreta opery francouzského skladatele Alberta Roussela do češtiny.